# Partit Nacional Socialista dels Treballadors de Dinamarca
Partit Nacional Socialista dels Treballadors de Dinamarca (danès Danmarks Nationalsocialistiske Arbejderparti, DNSAP) fou un partit polític danès d'ideologia nacionalsocialista fundat el 16 de novembre de 1930 com a imitació del seu homòleg alemany, el NSDAP, i dissolt el 1945. Va adoptar la salutació amb el braç alçat i l'esvàstica, l'antisemitisme i com a himne traduí la cançó de Horst Wessel.
El seu primer cap fou Cay Lembcke, qui només va atraure uns pocs centenars de membres sota el seu lideratge i no assolí cap suport a les eleccions legislatives daneses de 1932. El 1933 fou substituït per Frits Clausen, qui concentrà la seva activitat al seu territori de Sønderjylland, on hi havia el suport més important al partit. A les eleccions legislatives daneses de 1939 va obtenir l'1,8% dels vots i tres escons al Folketing.
EL DNSAP va donar suport a la invasió nazi de Dinamarca el 9 d'abril de 1940 i la posterior ocupació. L'administrador alemany, Cecil von Renthe-Fink, va formar un govern de transició cap a l'ocupació a finals de 1940, però degut a la política de cooperació amb el govern legítim danès, es va estimar que era millor esperar que Alemanya hagués guanyat la guerra, encara que el partit va rebre suport financer i polític del Tercer Reich. D'aquesta manera va organitzar el reclutament per als Waffen SS i el Frikorps Danmark.
En acabar la Segona Guerra Mundial, el partit va ser dissolt oficialment el maig de 1945, i va perdre gairebé la totalitat del seu suport popular. Tanmateix, alguns individus van continuar la seva tasca amb l'antic nom del partit. L'actual Danmarks Nationalsocialistiske Bevægelse (DNSB) té els seus orígens en el DNSAP.

## Font
- (danès) www.milhist.dk